# はやぶさ (高速フェリー)
はやぶさは、九四フェリーボートが運航していた高速フェリー。愛媛県八幡浜市と大分県臼杵市を結ぶ豊予海峡を横断する航路に就航していた。

## 概要
川崎重工がオーストラリアのAMD（Advanced Multihull Design）社からライセンスを受けて建造した波浪貫通型高速双胴船（ウェーブピアサー）で、国内初のウェーブピアサー船型の高速フェリーであった。就航当時、世界最大のアルミ合金製フェリーで、海上公試では最大速力35.5ノットを発揮し、トラックの搭載可能なフェリーでは世界最速であった。本船を川崎重工は川崎ジェットピアサー、九四フェリーボートはジェットフェリーの愛称で宣伝していた。共有建造制度を利用して建造された船舶整備公団との共有船である。
ウェーブピアサー船型の採用と動揺軽減装置（ライドコントロールシステム）の装備により、高速性能と乗り心地を両立したことで、本船の建造における独自技術と社会への波及効果が評価され、シップ・オブ・ザ・イヤー'94を受賞している。
1994年12月21日、愛媛県八幡浜市と大分県臼杵市を結ぶ航路に就航、1日3往復、所要時間を従来船より40分短縮した1時間30分で運航した。
1999年4月に引退した。大川海運物産が購入して博多 - 壱岐 - 対馬航路に就航させる計画があったが頓挫、長期係船された。
2006年2月に海外売船され、パナマ船籍となりギリシャのネルラインズでALKIONIと改名された。
2006年のイスラエルによるレバノン侵攻の際には、レバノンへの救出船としてデンマーク政府に傭船された。
2019年6月にはキプロスのPlaxiven Consulting Ltdに売船され、CAT Iに改名された。

## 船内
二層の客室甲板と一層の車両甲板を持ち、短時間の航路ながら特等室、2段ベッドの2等寝台も設けられた。
推進システムは、 船舶用ディーゼル機関及び新開発のウォータージェット推進機各4基から構成されており、左右の双胴部に2基ずつ配置されていた。